# Ernst Weiss
Ernst Weiss ou Ernst Weiß (Weinberg perto de Brno, 28 de outubro de 1882 - Paris, 15 de junho de 1940), foi um médico e escritor judeu do Império Austríaco. 
Franz Kafka, amigo de Weiss, ajudou-o a publicar a sua primeira obra "Die Galeere" que tinha sido rejeitada por diversos editores.

## Obras
- Die Galeere (1913)
- Georg Letham (1931)